# 강압 쌍선형 형식
함수해석학에서 강제 쌍선형 형식(強壓雙線型形式, 영어: coercive bilinear form)은 그 대각 성분들이 양의 하한을 갖는, 실수 힐베르트 공간 위의 유계 쌍선형 형식이다.

## 정의
실수 힐베르트 공간 {\displaystyle V} 위의 연속 쌍선형 형식
{\displaystyle B\colon V\otimes _{\mathbb {R} }V\to \mathbb {R} }
가 다음 조건들을 만족시킨다면 강제 쌍선형 형식이라고 한다.
{\displaystyle \inf _{v\in V\setminus \{0\}}{\frac {B(v,v)}{\|v\|^{2}}}>0}
(일반적으로 노름 공간 {\displaystyle V\otimes _{\mathbb {R} }V}는 완비 거리 공간이 아니어서 힐베르트 공간이 아닐 수 있다.)
여기서, 두 노름 공간 사이의 선형 변환의 경우 연속성은 유계 작용소인 것과 동치이므로, 연속성 조건은 다음과 같이 적을 수 있다.
{\displaystyle \sup _{u,v\in V\setminus \{0\}}{\frac {B(u,v)}{\|u\|\|v\|}}<\infty }

## 성질
다음이 주어졌다고 하자.
- 실수 힐베르트 공간 {\displaystyle V}
- 강제 연속 쌍선형 형식 {\displaystyle B\colon V\otimes _{\mathbb {R} }V\to \mathbb {R} }

럭스-밀그램 정리(Lax-Milgram定理, 영어: Lax–Milgram theorem)에 따르면, 임의의 {\displaystyle v,w\in V}에 대하여, 다음 조건을 만족시키는 {\displaystyle u\in V}가 유일하게 존재한다.:Theorem 6.2.1, 317–319
{\displaystyle B(u,v)=\langle w,v\rangle }
또한, 다음이 성립한다.
{\displaystyle \|u\|\leq {\frac {\|w\|}{\inf _{v\in V\setminus \{0\}}B(v,v)/\|v\|^{2}}}}

## 역사
럭스-밀그램 정리는 럭스 페테르와 아서 노턴 밀그램(영어: Arthur Norton Milgram, 1912~1961)이 1954년에 증명하였다.